# Coventry (Rhode Island)
Coventry ist eine Stadt (Town) im Kent County, Rhode Island, Vereinigte Staaten. Sie ist die Stadt mit dem flächenmäßig größten Verwaltungsgebiet in Rhode Island. Das U.S. Census Bureau hat bei der Volkszählung 2020 eine Einwohnerzahl von 35.688 ermittelt.

## Geographie
Coventry liegt westlich von Warwick am Südwestrand der Providence Metropolitan Area, einem Ballungsraum an der Atlantikküste mit 1,5 Millionen Einwohnern rund um Providence, etwa 40 km südwestlich von Boston und 200 km nordöstlich von New York. Die Stadt ist gut an den Straßenverkehr angebunden, neben einigen State Routes im und beim Stadtgebiet verläuft die Interstate 95 knapp östlich daran vorbei.
Das Stadtgebiet ist beinahe rechteckig mit der langen Seite in West-Ost-Richtung. Die Abmessungen sind etwa 7,5 × 21 km, die Fläche beträgt 161,5 km². Durch das Stadtgebiet verläuft der Flat River, der im Flat River Reservoir aufgestaut ist. Ebenfalls zu einem Stausee – dem Coventry Reservoir – ist ein von Südwesten einmündender Nebenfluss aufgestaut, der Quidnick Brook.
Das eigentliche Zentrum von Coventry ist eine wenig geschlossene Siedlung um das Flat River Reservoir. Auf der Nordostseite des Reservoirs liegen die Schulen von Coventry, die Coventry High School und die Coventry Middle School sowie der Flugplatz von Coventry. Nahe der Örtlichkeit Coventry Center auf der Westseite des Reservoirs befindet sich die Staumauer des Coventry Reservoirs. Das Stadtzentrum liegt etwa 90 m über dem Meeresspiegel. Aufgrund der Besonderheiten der Verwaltungsgliederung von Neuengland liegen mehrere Dörfer im Stadtgebiet von Coventry, diese sind:
- Quidnick Village (die älteste Siedlung)
- Anthony Village
- Arkwright Village
- Harris Village
- Washington Village
- Coventry Center Village
- Summit Village
- Greene Village.

## Bevölkerung
Bei der Volkszählung 2000 hatte Coventry 33.668 Einwohner. Mehr als 97 % davon waren Weiße. Das Pro-Kopf-Einkommen betrug 22.091 US-Dollar, 5,2 % der Bevölkerung lebte unter der Armutsgrenze.

## Geschichte
Die Gegend war vor der Besiedelung durch die Europäer vom Indianer-Stamm der Narraganset besiedelt. 1642 kaufte eine Gruppe um Samuel Gorton im sogenannten Shawomet Purchase ein Gebiet im südlichen Rhode Island vom Narraganset-Häuptling Miantonomi. 1647 organisierten die Siedler eine Verwaltung unter dem Namen Warwick, 1741 nahmen die Siedler im Gebiet des heutigen Coventry nach einer erfolgreichen Eingabe an die Generalversammlung die Verwaltung in die eigenen Hände.
Wie auch viele andere Städte und Ortschaften in Rhode Island profitierten die Siedler von der reichlich verfügbaren Wasserkraft, so dass sich auch im Gebiet von Coventry eine Kleinindustrie von Woll- und Textilherstellung und Eisenverarbeitung entwickeln konnte, die sich um einige Mühlen scharte. Die Mühlen dienten als Zentren für die Entwicklung der Dörfer von Coventry. Dennoch blieb die Stadt überwiegend von der Landwirtschaft geprägt.
Der Westen und das Zentrum des Stadtgebietes sind auch heute noch ländlich, der Osten ist jedoch aufgrund seiner Nähe zur Metropolitan Area ein begehrtes Wohngebiet geworden mit einer der höchsten Wachstumsraten im ganzen Bundesstaat.

## Söhne und Töchter der Stadt
- Henry B. Anthony (1815–1884), Politiker, Gouverneur von Rhode Island
- William Arnold Anthony (1835–1908), Professor der Physik und Chemie
- Warren O. Arnold (1839–1910), Politiker, Kongressabgeordneter für Rhode Island
- Henry P. Baldwin (1814–1892), Politiker, Gouverneur von Michigan